# جاك هارييس
جاك هارييس: Jack Harries (ولد في 13 مايو 1993) ممثل ابريطاني كوميدي وله برنامج على اليوتيوب. بدأ العمل في التمثيل الاحترافي في عمر الثالثة عشر. ربما كانت بداية شهرة جاك عندما بدأ العمل كاحد أعضاء فريق العمل المميز على القناة الرابعة في البرنامج الكوميدي مدرسة الكوميديا، فضلا عن ظهوره جنبا لجنب مع شقيقه التوأم فين على قناة اليوتيوب الخاص به JackGap.

## النشأة
جاك فراين هارييس ولد في لندن. والده آندي هارييس منتج سينمائي، ووالدته ريبيكا فراين تعمل في التأليف والإخراج. جده لأمه هو الكاتب المسرحي والروائي ميشيل فراين. جاك لديه أخ توأم أكبر منه بدقيقتين يدعى فيين هارييس، وأخت صغيرة تدعى إيمي لو. نشأ وترعرع في مدينة تشيسوك في لندن ودرس في مدرسة الهروديان من عمر ثمان سنوات وحتى الثامنة عشر، حيث درس الإعلام والتصوير وتاريخ الفن.

## العمل

### ممثل
في عام 2006، كانت الانطلاقة الأول لجاك هارايس في عالم الفن حيث لعب دور ابن بريندان كويل في فيلم الإدرامي الآباء المثاليون على قناة الاي تي في. في العام التالي ظهر بدور باري في حلقة من البرنامج كوميديا: المراوغة على قناة بي بي سي كوميديا.
في عام 2008، انضم جاك هارايس إلى فريق العمل في القناة الرابعة في سن المراهقة في الرنامج الكوميدي مدرسة الكوميديا. فكرة البرنامج مستوحاة من العرض الذي قدمه جاك وزملائه في مهرجان أدنبرة. لعب جاك دور الطيارة لمده طويله بعدها أصبح يملك برنامج مستقل ومثل فيه شخصيات كوميديه مختلفه وجذابة. وظهر إلى جانب شقيقه التوأم في جزأين من البرنامج.
في عام 2011، ظهر جاك كعلامة تجارية في إعلانات كنتاكي.

### يوتيوبر
في شهر جولاي عام 2011، بدأ جاك برنامجه الشخصي على اليوتيوب جاكس جاب كوسيلة لتوثيق سنة الفجوة لعائلته وأصدقائه بعد الانتهاء من المرحلة المدرسية الثانوية. وأوضح في البرنامج كيف بدأ قناة اليوتيوب، حيث قال «إن فكرة التواصل مع الجمهور من غرفة نومي مجرد فكرة تفجرت في ذهني وأردت إعطائها الفرضة كي تخرج. اعتقد أنه لا يوجد أحد يود متابعة طفل عشوائي يصنع الإفلام، وخلال أربعة أشهر لم يفعل أحد ذلك. بعد ذلك وضعت فيين في الفيديو والتعليقات والمشاهدات تفجرت فجأة.» جالك يظهر في كل فيديو، في حين يظهر فيين بشكل متقطع وهو المسؤول عن الشعار والعلامات التجارية للقناة.
في شهر أبريل عام 2012، بلغ عدد المشتركين 10000 مشترك في قناة جاكس جاب، وكذلك حصل جاك على دعوات للعمل مع بعض القنوات في اليوتيوب. كانت العائدات الناتجة من قناته ضعف ما يحصل عليه من وظيفته في شركة آبل، وهذه العائدات مكنته من السفر خلال العام.
اعتبارا من أكتوبر 2012، فجوة جاك حصل على أكثر من 400000 مشترك وأكثر من 17 مليون مشاهدة للفيديوهات. وتقدر نسبة المشتركين في القناة من الإناث 88% تتراوح أعمارهم بين 14 و 17 عاما.

## الحياة الشخصية
أعرب جاك عن رغبته في أن يصبح مذيع تلفيزيوني، وفي شهر ستمبر 2012 بدأ بدراسة الدراما والتلفيزيون والسنما في جامعة بريستول. أما شقيقه التوأم فيين فإنه يدرس التصميم الجرافيكي في جامعة ليدز

## الأعمال التلفيزونية
| السنة      | العنوان           | الدور      | ملاحظات |
| ---------- | ----------------- | ---------- | ------- |
| 2006       | الآباء المثاليون  | إد الصبي   | TV      |
| 2007       | كوميديا: المراوغة | باري       | TV      |
| 2008       | مختبر الكوميديا   | عدة شخصيات | TV      |
| 2008 -2010 | مدرسة الكوميديا   | عدة شخصيات | TV      |

## وصلات خارجية
- جاك هارييس على موقع IMDb (الإنجليزية)
- جاك هارييس على موقع قاعدة بيانات الفيلم (الإنجليزية)